# P.S.3〜ハーレムナイト〜
『P.S.3〜ハーレムナイト〜』（P.S.3 HAREM NIGHT）は、2000年2月24日にURANから発売されたアダルトゲーム。P.S.シリーズ3作目にして完結編。

## 概要
第1作当時はまだもの珍しかったインターネット（作中ではthe NET）のアングラサイトを運営しながら、アクセスしてメールを送ってきた標的を言葉巧みに誘導して性癖を聞き出し、メールで調教しては感想を報告させ、その状況をサイトに還元していく。
主人公名は前2作までのデフォルトネーム「ヒロユキ」に固定され、システムもDirectX APIを活用したものに変更された。
また、それまでは性癖を読み間違ったメール（ダミー選択肢）を送信すると。かなりの高確率で上位プロバイダに通報されて即ゲームオーバーになっていたが、本作では正解メール、ミスメール、完全間違いメールの3段階の選択肢が存在し、ミスメールの場合には「実行できない」旨のメールが送付されて再考できるなど、大幅なシステム改善が見られる。ただし、ミスメールを連発しているとゲーム期間中に調教が終了できずゲームオーバーになるようになっている（特に他キャラへのメールを誤って送付した場合のタイムロスが大きい）。

## ストーリー
主人公は高校教諭の仕事の傍ら、アングラ系の性癖告白サイト『P.S.』のmasterを務めていた。
ある日、何者かによって『P.S.』のことが密告され、学校の名誉を守るため依願退職を強要される。
主人公は社会への報復に打って出ることを決意し、閉鎖させられたサイトをひそかに再建し、退職までの一ヶ月でできるだけ多くの牝を地獄へとたたき落とす。
主人公は調教済みの3人の奴隷を使い、ターゲット達が自発的にP.S.にアクセスするよう、周到な罠をめぐらせる。

## 登場人物

### ヒロイン
唯
声：岩田由貴
P.S.2からの継続キャラ（調教済の奴隷）。オナニスト。HN風魔。主人公が以前勤めていた学校での教え子。裕之の忠実な下僕の一人。単純な好奇心からPSにアクセスしてきた彼女も、あこがれていた教師である裕之の手によっていかような淫靡な行為も拒まない究極の奴隷に生まれ変わった。
茜
声：中沢さゆみ
P.S.からの再登場キャラクター（調教済の奴隷）。露出狂。HNはElie。デパガ。美しくプライドが高い茜も、裕之の調教によって今では従うことにこそ至福の喜びを感じるようになった。
萌
声：藤森真名
P.S.2からの継続キャラ（調教済の奴隷）。HNはAngel。看護婦。異性への恐怖から自慰に没頭していたが、裕之の調教によって裕之だけは受け入れられるようになり、裕之を崇拝するようになった。優しくて控えめな性格。
静
声：石川乃奈
新キャラクター。性癖は不明。HNも本名に同じ。製薬会社勤務の研究者。自分しか信じず、研究だけに没頭していたところ、偶然見つけたP.S.を利用するようになる。茜、萌、唯の全員について狂乱、ハッピーの両エンドを見ていないとタイムリミット内に調教を完了できない。
雅
声：小森加絵
新キャラクター。露出マニア。茜が勤務する都内Tデパートの受付嬢。その美貌から想像もつかないほど優しい立ち居振る舞いを茜に疑われ、裕之に売られることになる。
楓
声：猫野みるく
新キャラクター。オナニスト。HNも本名に同じ。唯の同級生。彼氏と熱愛中のごく普通の少女。唯に同類の匂いを嗅ぎ付けられ、裕之に売られることになる。
瞳
声：加賀らいむ
新キャラクター。マゾ。萌が勤務する聖G病院院長の孫娘でその付属大学に通う大学生。勝ち気で生意気な性格をしており、萌をいじめたことが裕之の逆鱗に触れることになる。
蘭
声：佐藤亜美
新キャラクター。マゾ。聖G病院に付属する教会のシスター。誰からも慕われる性格をしている。それを萌に疑われ、裕之に売られることになる。
香
声：南雲涼
新キャラクター。露出マニア。HNも本名に同じ。唯の学校の英語教師。物静かで面倒見がよく、生徒からの信頼も厚いという。キレイごとばかり言う女教師を嫌った唯によって裕之に売られる。

### その他
- 神村ひな

## スタッフ
- 原作・脚本・監督：日高豊
- ゲームデザイン：下田晋一朗（引越間近）
- キャラクターデザイン・作画監督：臼田美夫
- 原画：飯田友和、臼田美夫
- 音響監督：日高豊・金澤幸太郎
- 音楽：間瀬憲治、石上智明
- 録音スタジオ：Studio 02

## 主題歌
エンディング「告白」
歌：横手久美子 / 作詞：日高豊 / 作曲：石上智明

## 関連作品
- P.S.@【ぴ〜えす】
- P.S.2〜真実の扉〜